# Tusratta
Tusratta (akkádul mtu-uš-rat-ta, mtu-iš-e-rat-ta, mdu-uš-rat-ta[-a], hurri Tušratta) Mitanni királya az i. e. 14. század első felében. Címe: ḫurυ=ō=ǧe=nē=ve ō(m)īn=nē=ve ev[ri=n]ni, vagyis a „hurrik földjének ura”. Mitanni ez időben már túl volt hatalma tetőpontján, hanyatló szakaszba jutott. Szomszédai – Hatti, Asszíria – éppen uralkodásának idején jelentősen megerősödtek, és folyamatos fenyegetést jelentettek a hurrik államára nézve. Uralkodása végén polgárháborús helyzet alakult ki, ami hozzájárult a következő generációban Mitanni végleges bukásához.

## Datálása
Tusratta hatalomra jutása és halálának pontos körülményei ismeretlenek. Emiatt időbeli elhelyezése pontatlan, csak a lehetséges legkorábbi és legkésőbbi időpontok állapíthatók meg az asszír, hettita és egyiptomi diplomáciai levelezés említései alapján. Az asszír évkönyvekben a LUGAL KURḪa-ni-gal-ba-at Tu-uš-e-rat-ta előfordulása I. Eríba-Adad és I. Assur-uballit idejéből valók (i. e. 1391–1330). A hettiták levelezésében I. Arnuvandasztól I. Szuppiluliumaszig terjedően (i. e. 1375–1322). Az egyiptomi források – Amarna-levelek, EA#17–29. – III. Amenhotep és Ehnaton uralkodása alatt szólnak róla (i. e. 1392–1337).
Az Amarna-levelekben III. Amenhotep 10. uralkodási évében, Kiluhepa egyiptomba érkezése alkalmával már szerepel a neve, de még nem uralkodó. A 30. uralkodási évben II. Suttarna már bizonyosan halott volt, és hat évvel később már Tusratta leánya, Taduhepa került Amenhotep háremébe. Így nagy valószínűséggel III. Amenhotep 30. és 36. éve között lépett trónra (i. e. 1362–1356 között).
A bizonytalanságok egyik jellemzője, hogy egyes vélemények szerint azonos Saustatarral, akit egyébként a homályos források alapján az i. e. 15. század utolsó évtizedeire datálnak.

## Személye és uralkodása
Tusratta trónbitorló volt, bátyját lázadással távolította el a trónról és maga ült a helyére. Ez a körülmény tovább gyorsította Mitanni hanyatlásának folyamatát, az ország belviszályokkal és trónharcokkal terhes évtizedei alatt nemcsak a hódító potenciál csökkent, de már az önvédelmi képesség is megszűnt. Már elődje, Artasumara idején a hettiták mélyen behatoltak Mitanni területére, és ez a helyzet annak ellenére fennmaradt I. Arnuvandasz haláláig, hogy Hattit más területeken jelentős veszteségek érték. Egyes források szerint azonban kényszerből foglalta el a trónt, mivel bátyját egy Uthi (UD-ḫi) nevű főember gyilkolta meg.
II. Tudhalijasz idején Tusratta visszafoglalta az Eufrátesz középső vidékét és Szíriát, sőt behatolt Kizzuvatna területére is. Ezt nyilvánvalóan csak az átmeneti hettita belső zavar tette lehetővé, mivel I. Szuppiluliumasz harc nélkül foglalta vissza ezeket a területeket, amikor a más irányú veszélyeket elhárította.
Mitanni gondjait fokozta, hogy északkelet-keleti határain Asszíria is megerősödött, olyannyira, hogy Ehnaton külpolitikája is nyitott az asszírok felé, és I. Assur-uballit követei megjelentek Ahet-Atonban. Tusratta ezért kénytelen volt a hettiták barátságát keresni, amelynek egyik látványos eleme, hogy I. Szuppiluliumasz egyik leánya feleségül ment Tusratta fiához, Sattivazához. Később Sattivaza egy másik feleségétől született leánya Pijaszilisz felesége lett. Az egyiptomi kapcsolatok ápolására leányát, Taduhepát feleségül adta III. Amenhotephez, akinek ő már a második hurri felesége lett, hiszen korábban Tusratta testvérét, Kiluhepát is feleségül vette.
A bizonytalan belső helyzetben egy lázadás során halt meg. Fiát, Sattivazát a hettiták segítették vissza a trónra, ami egyenlő volt a Hattival szembeni vazallusi viszony felvállalásával.